# Sukamandi (Damar)
Sukamandi is een bestuurslaag in het regentschap Belitung Timur van de provincie Bangka-Belitung, Indonesië. Sukamandi telt 3132 inwoners (volkstelling 2010).